# Ашленд (Калифорния)
Эшленд (англ. Ashland, прежде San Leandro South) — статистически обособленная местность, расположенная в округе Аламида (штат Калифорния, США) с населением в 20 793 человека по статистическим данным переписи 2000 года.
Название Эшленд происходит от названия орегонского ясеня (англ. Oregon ash).

## География
По данным Бюро переписи населения США статистически обособленная местность Эшленд имеет общую площадь в 4,66 квадратных километров, водных ресурсов в черте населённого пункта не имеется.
Статистически обособленная местность Эшленд расположена на высоте 14 метров над уровнем моря.

## Демография
По данным переписи населения 2000 года в Эшленде проживало 20 793 человека, 4868 семей, насчитывалось 7223 домашних хозяйств и 7372 жилых дома. Средняя плотность населения составляла около 4331,9 человека на один квадратный километр. Расовый состав Эшленда по данным переписи распределился следующим образом: 39,03 % белых, 20,13 % — чёрных или афроамериканцев, 1,29 % — коренных американцев, 14,87 % — азиатов, 1,14 % — выходцев с тихоокеанских островов, 7,45 % — представителей смешанных рас, 16,09 % — других народностей. Испаноговорящие составили 32,48 % от всех жителей статистически обособленной местности.
Из 7223 домашних хозяйств в 40,0 % — воспитывали детей в возрасте до 18 лет, 39,7 % представляли собой совместно проживающие супружеские пары, в 20,5 % семей женщины проживали без мужей, 32,6 % не имели семей. 24,3 % от общего числа семей на момент переписи жили самостоятельно, при этом 6,8 % составили одинокие пожилые люди в возрасте 65 лет и старше. Средний размер домашнего хозяйства составил 2,83 человек, а средний размер семьи — 3,39 человек.
Население статистически обособленной местности по возрастному диапазону по данным переписи 2000 года распределилось следующим образом: 28,5 % — жители младше 18 лет, 10,0 % — между 18 и 24 годами, 35,1 % — от 25 до 44 лет, 17,3 % — от 45 до 64 лет и 9,1 % — в возрасте 65 лет и старше. Средний возраст жителей составил 31 год. На каждые 100 женщин в Эшленде приходилось 95,8 мужчин, при этом на каждые сто женщин 18 лет и старше приходилось 91,7 мужчин также старше 18 лет.
Средний доход на одно домашнее хозяйство в статистически обособленной местности составил 40 811 долларов США, а средний доход на одну семью — 43 202 доллара. При этом мужчины имели средний доход в 33 943 доллара США в год против 31 092 доллара среднегодового дохода у женщин. Доход на душу населения в статистически обособленной местности составил 18 134 доллара в год. 11,9 % от всего числа семей в округе и 14,3 % от всей численности населения находилось на момент переписи населения за чертой бедности, при этом 19,9 % из них были моложе 18 лет и 11,1 % — в возрасте 65 лет и старше.